# Mary Crockett
Pour les articles homonymes, voir Crockett.
Mary Crockett, née en 1962 à Johannesburg en Afrique du Sud, est une pasteure sud-africaine connue notamment pour avoir développé des hôpitaux pour accueillir des malades du SIDA et parler ouvertement de la transmission de la maladie dans ses sermons dans la région de QwaQwa. En 2003, elle a créé United for Cure (Pheko ka Kopanelo), l'organisation pour combattre le SIDA la plus importante de l'état libre d'Orange et en juillet de la même année ouvre un hospice qui accueille les victimes du SIDA en phase terminale. Crockett gère également divers projets en collaboration avec Oxfam. 
Elle reçoit  la récompense de Femme de l'année 2003 Shoprite / SABC 2 dans la catégorie "communauté" pour son travail communautaire depuis 1998,.
En 2013, les lecteurs du Guardian la placent septième parmi les 25 femmes les plus influentes d'Afrique. 